# Erica racemosa
Erica racemosa är en ljungväxtart som beskrevs av Carl Peter Thunberg. Erica racemosa ingår i släktet klockljungssläktet, och familjen ljungväxter. Utöver nominatformen finns också underarten E. r. aristata.